# Rut Rohrandt

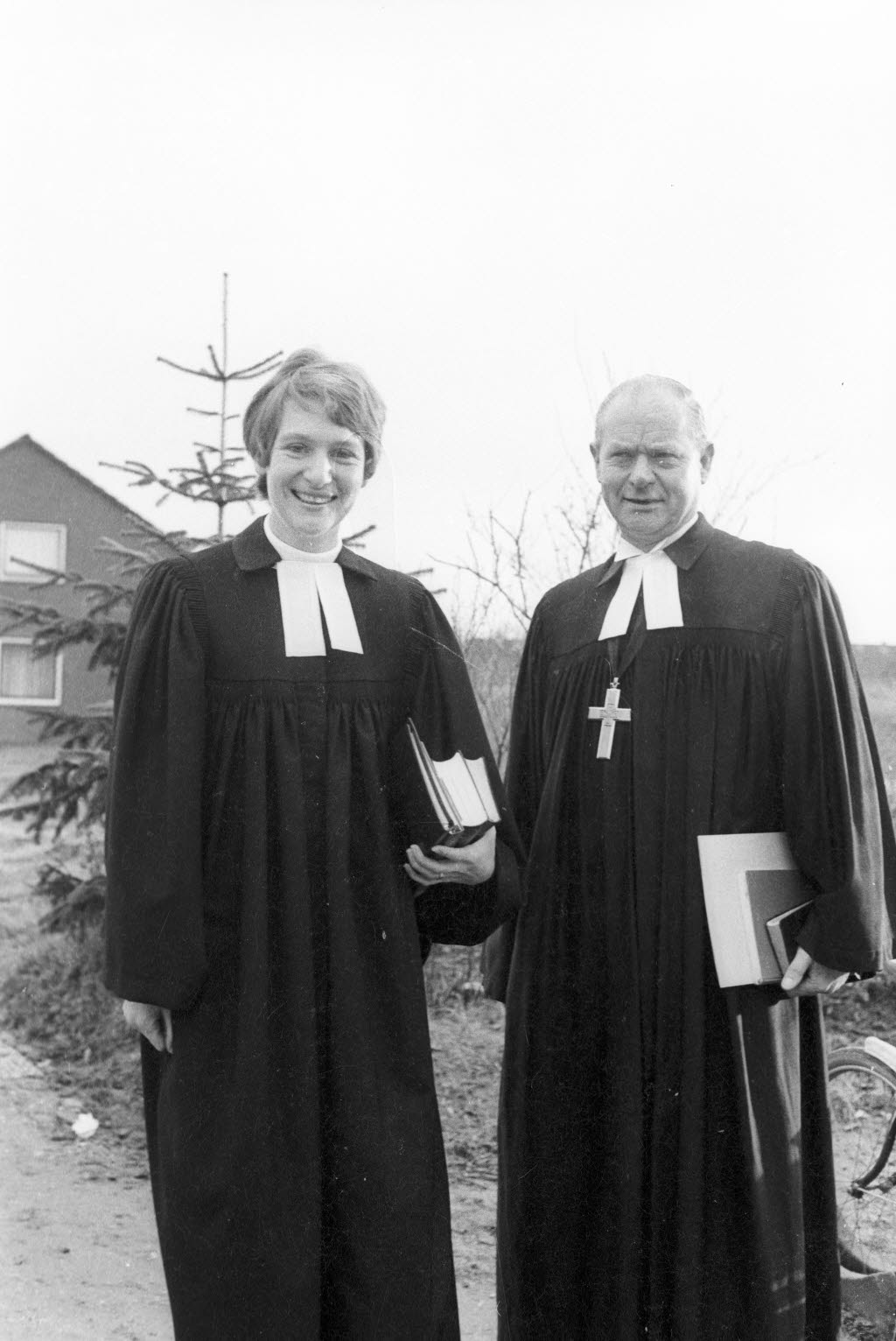
Rut Rohrandt mit dem Kieler Propst Bertold Kraft (1971)

Rut Rohrandt geborene Schmitz  (* 18. Juni 1943; † 30. Mai 2023) war eine deutsche evangelisch-lutherische Theologin.

## Leben
Nach dem Studium der Evangelischen Theologie wurde Rut Rohrandt im Oktober 1970 zur Pastorin der Evangelisch-Lutherischen Landeskirche Schleswig-Holsteins ordiniert. Ihre erste Pfarrstelle war in der Kreuzkirchengemeinde Poppenbrügge (Kiel-Moorsee). Später war sie Pröpstin in Neumünster, ab 1989 Leiterin des Frauenreferats der Nordelbischen Kirche und ab 1995 als Oberkirchenrätin Dezernentin für Mission und Ökumene im Nordelbischen Kirchenamt. 
Im Herbst 1990 erlangte Rohrandt überregionale Bekanntheit. Sie trat als bundesweit erste Frau als Kandidatin bei einer Bischofswahl an. Der Spiegel fand das Höchste Zeit, und die TAZ berichtete unter der Überschrift Erstes evangelisches Bischofskreuz auf einer Frauenbrust? Bei der Wahl zum Bischofsamt im Sprengel Schleswig der Nordelbischen Kirche unterlag sie Hans Christian Knuth; erst 1992 wurde Maria Jepsen die erste Bischöfin.
Rut Rohrandt war Mitglied im Rat der Evangelischen Kirche in Deutschland. Von 1993 bis 2003 war sie  Mitglied im Zentralausschuss und stellvertretende Moderatorin der Konferenz Europäischer Kirchen. Im Alter von 60 Jahren ging sie 2004 in den Ruhestand.
Sie war verheiratet mit dem Kieler Kunsthistoriker Klaus Rohrandt.